# Comtat de Värmland
El comtat de Värmland, o Värmlands län, és un comtat o län a la zona centre-occidental de Suècia. Fa frontera amb els comtats suecs de Dalarna, Örebro i Västra Götaland, així com els comtats noruecs d'Østfold, Akershus i Hedmark a l'oest.

## Municipis

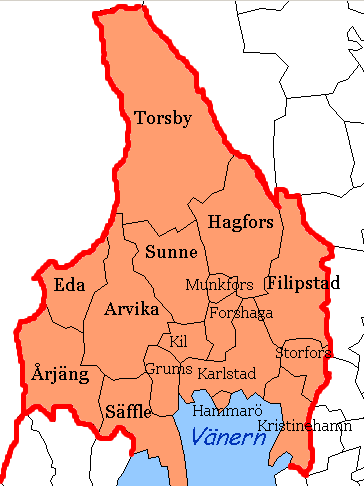
Municipis del comtat

- Arvika
- Eda
- Filipstad
- Forshaga
- Grums
- Hagfors
- Hammarö
- Karlstad
- Kil
- Kristinehamn
- Munkfors
- Storfors
- Sunne
- Säffle
- Torsby
- Årjäng